# 562
| [ Edytuj tabelę ]          |                              |
| Król Bernicji              | - 560 Adda 568               |
| Cesarz Bizancjum           | - 527 Justynian I Wielki 565 |
| Król Essexu                | - 527 Aescwine 587           |
| Król Franków               | - 561 Guntram I 592          |
| Król Franków w Austrazji   | - 561 Sigebert I 575         |
| Król Franków w Neustrii    | - 561 Charibert I 567        |
| Cesarz Japonii             | - 539 Kinmei 571             |
| Król Kentu                 | - 560 Ethelbert I 616        |
| Patriarcha Konstantynopola | - 552 Eutychiusz 565         |
| Władca Korei               | - 559 P’yŏngwŏn 590          |
| Król Longobardów           | - 546 Audoin 565             |
| Król Mercji                | - 501 Cnebba (?) 566         |
| Papież                     | - 561 Jan III 574            |
| Król Persji                | - 531 Chosrow I 579          |
| Król Wessexu               | - 560 Ceawlin 592            |
| Król Wizygotów             | - 554 Atanagild 567          |

Rok 562 / DLXII
stulecia: V wiek ~
VI wiek ~
VII wiek

lata: 552 «
557 «
558 «
559 «
560 «
561 «
562
» 563
» 564
» 565
» 566
» 567
» 572

## Wydarzenia
- Ameryka Południowa
  - zaczęła się wielka susza w peruwiańskim królestwie Mochica (zobacz 594)
- Azja
  - koniec trwającej od 540 wojny cesarstwa wschodniorzymskiego z Persją
- Europa
  - frankoński król Sigebert I pokonał pod Regensburgiem (pol. Ratyzbona) Awarów